# 장천로 (서천군)
장천로(Jangcheon-ro)는 충청남도 서천군 장항읍에서 서천군 종천면 당정교차로를 잇는 도로이다.

## 주요 경유지
충청남도
- 서천군 (장항읍 - 마서면 - 종천면)

## 노선
| 이름        | 접속 노선              | 소재지 | 소재지 | 비고 |
| ----------- | ---------------------- | ------ | ------ | ---- |
| (이름없음)  | 성화로                 | 서천군 | 장항읍 |      |
| 송림교      |                        | 서천군 | 장항읍 |      |
| 옥남교      |                        | 서천군 | 장항읍 |      |
| 옥남사거리  | 장항산단로             | 서천군 | 장항읍 |      |
| 월포사거리  | 마서로                 | 서천군 | 마서면 |      |
| 옥산삼거리  | 마서로                 | 서천군 | 마서면 |      |
| 한성사거리  | 송산로                 | 서천군 | 마서면 |      |
| 장구사거리  |                        | 서천군 | 종천면 |      |
| 당정 교차로 | 국도 제21호선 (충서로) | 서천군 | 종천면 |      |

## 주요 시설및 건물
- 송림1리 마을회관 (장천로 79/송림리 5-975)
- HD현대오일뱅크서해주유소 (장천로 410/남전리 434-16)
- 알뜰 해창주유소 (장천로 920/한성리 137-2)